# Goshing
Goshing – gewog w dystrykcie Żemgang, w Bhutanie. Według danych z 2017 roku liczył 1396 mieszkańców.